# Древостой

Производный, чистый, простой древостой 1-го класса сосны обыкновенной

Древосто́й — совокупность деревьев, являющихся основным компонентом насаждения, или
совокупность древесной растительности, образующей лес.

## Виды древостоя
- Коренной древостой — древостой, формирующийся в естественных условиях и характеризующийся преобладающей породой, соответствующий данным лесорастительным условиям.
- Производный древостой — древостой, формирующийся на месте коренного в условиях, нарушенных в результате деятельности человека или естественных природных процессов.
- Семенной древостой.
- Порослевой древостой — древостой, образовавшийся от пнёвой поросли, корневых отпрысков и отводков.
- Чистый древостой — древостой, состоящий из одной древесной породы или с единичной примесью других пород.
- Смешанный древостой — древостой, состоящий из двух и более древесных пород.
- Простой древостой — древостой, в котором деревья образуют один ярус.
- Сложный древостой — древостой, в котором деревья образуют два и более ярусов.

## Возрастные характеристики древостоя
Класс возраста древостоя — это возрастной интервал, применяемый для характеристики возрастной структуры древостоя в зависимости от породы. Классы возраста устанавливаются:
- 1-й класс — 5 лет;
- 2-й класс — 10 лет;
- 3-й класс — 20 лет;
- 4-й класс — 40 лет.

Возраст спелости древостоя — это возраст, в котором древостой приобретает количественные и качественные показатели, наиболее соответствующие целям хозяйства. По видам различают количественную, техническую, возобновительную и другие спелости древостоя.
Различают:
- Молодой древостой, или молодняк — в возрасте от его смыкания до конца второго класса возраста.
- Средневозрастной древостой — в возрасте от начала третьего класса возраста до возраста приспевающего.
- Приспевающий древостой — класс возраста которого предшествует возрасту спелости.
- Спелый древостой — достигший возраста спелости.
- Перестойный древостой — в возрасте, превышающем начало периода спелости на два и более класса возраста.
- Редина — в возрасте от начала третьего класса возраста и старше, имеющий полноту менее 0,3 (полнота древостоя измеряется в долях единицы, например: 0,3; 0,7; 0,8 и т. д.).